# Mirza Teletović
Mirza Teletović, född 17 september 1985 i Mostar i dåvarande SFR Jugoslavien, är en bosnisk tidigare basketspelare (power forward), som bland annat spelade sex säsonger i National Basketball Association (NBA).

## Professionell karriär

### Europa
Mirza Teletović började sin karriär i bosniska klubben Sloboda Tuzla säsongen 2002-2003. 2004 flyttade Teletović till Belgien och klubben BC Oostende. Där stannade han i två år innan han fick till den spanska klubben Saski Baskonia. I Saski Baskonia blev han en startman och sedan kapten under tiden i klubben.

### NBA
Den 3 juli 2012 skrev Teletović på ett treårskontrakt med NBA-klubben Brooklyn Nets. Den 17 juli 2015 blev Teletović klar för Phoenix Suns.

## Landslagskarriär
Mirza Teletović spelade för Bosnien och Hercegovina.